# Rally de Estonia de 2016
El Rally de Estonia de 2016, oficialmente 7.auto24 Rally Estonia, fue la séptima edición y la sexta ronda de la temporada 2016 del Campeonato de Europa de Rally. Se celebró del 15 al 17 de julio y contó con un itinerario de dieciséis tramos sobre tierra que sumaban un total de 212,73 km cronometrados.
El ganador de la prueba fue el letón Ralfs Sirmacis que logró su segunda victoria de la temporada y de su carrera gracias a los problemas sufridos por Alexey Lukyanuk, líder durante gran parte del rally. Fue acompañado en el podio por el líder del campeonato Kajetan Kajetanowicz y el piloto local Rainer Aus.

## Itinerario
| Día                     | Tramo | Nombre              | Distancia | Ganador de la etapa | Automóvil      | Tiempo  | Líder de la general |
| ----------------------- | ----- | ------------------- | --------- | ------------------- | -------------- | ------- | ------------------- |
| Día 1 (15 de julio)     | SS1   | Auto24 - Tartu City | 1.33 km   | Alexey Lukyanuk     | Ford Fiesta R5 | 1:04.5  | Alexey Lukyanuk     |
| Día 2 (16 de julio)     | SS2   | Kengu 1             | 14.53 km  | Alexey Lukyanuk     | Ford Fiesta R5 | 6:44.1  | Alexey Lukyanuk     |
| Día 2 (16 de julio)     | SS3   | Raiga 1             | 10.48 km  | Alexey Lukyanuk     | Ford Fiesta R5 | 4:59.9  | Alexey Lukyanuk     |
| Día 2 (16 de julio)     | SS4   | Kengu 2             | 14.53 km  | Ralfs Sirmacis      | Škoda Fabia R5 | 6:40.8  | Alexey Lukyanuk     |
| Día 2 (16 de julio)     | SS5   | Raiga 2             | 10.48 km  | Ralfs Sirmacis      | Škoda Fabia R5 | 4:57.0  | Alexey Lukyanuk     |
| Día 2 (16 de julio)     | SS6   | Rüa 1               | 29.97 km  | Alexey Lukyanuk     | Ford Fiesta R5 | 15:22.1 | Alexey Lukyanuk     |
| Día 2 (16 de julio)     | SS7   | Arula 1             | 8.76 km   | Alexey Lukyanuk     | Ford Fiesta R5 | 4:10.5  | Alexey Lukyanuk     |
| Día 2 (16 de julio)     | SS8   | Rüa 2               | 29.97 km  | Ralfs Sirmacis      | Škoda Fabia R5 | 15:16.7 | Alexey Lukyanuk     |
| Día 2 (16 de julio)     | SS9   | Arula 2             | 8.76 km   | Ralfs Sirmacis      | Škoda Fabia R5 | 4:08.3  | Alexey Lukyanuk     |
| Día 2 (16 de julio)     | SS10  | Elva                | 1.66 km   | Raul Jeets          | Škoda Fabia R5 | 1:30.7  | Alexey Lukyanuk     |
| Día 3 (17 de julio)     | SS11  | Ristimäe 1          | 19.96 km  | Alexey Lukyanuk     | Ford Fiesta R5 | 9:53.6  | Alexey Lukyanuk     |
| Día 3 (17 de julio)     | SS12  | Vissi 1             | 13.32 km  | Alexey Lukyanuk     | Ford Fiesta R5 | 6:02.4  | Alexey Lukyanuk     |
| Día 3 (17 de julio)     | SS13  | Saverna 1           | 7.85 km   | Alexey Lukyanuk     | Ford Fiesta R5 | 3:36.0  | Alexey Lukyanuk     |
| Día 3 (17 de julio)     | SS14  | Ristimäe 2          | 19.96 km  | Alexey Lukyanuk     | Ford Fiesta R5 | 9:44.5  | Alexey Lukyanuk     |
| Día 3 (17 de julio)     | SS15  | Vissi 2             | 13.32 km  | Ralfs Sirmacis      | Škoda Fabia R5 | 5:56.1  | Ralfs Sirmacis      |
| Día 3 (17 de julio)     | SS16  | Saverna 2           | 7.85 km   | Ralfs Sirmacis      | Škoda Fabia R5 | 3:34.3  | Ralfs Sirmacis      |
| Fuente:ewrc-results.com |       |                     |           |                     |                |         |                     |

## Clasificación final
| Pos.                     | Piloto               | Copiloto          | Automóvil                | Tiempo    | Diferencia | Puntos |
| ------------------------ | -------------------- | ----------------- | ------------------------ | --------- | ---------- | ------ |
| 1                        | Ralfs Sirmacis       | Māris Kulšs       | Škoda Fabia R5           | 1:44:16.2 | 0.0        | 25+13  |
| 2                        | Kajetan Kajetanowicz | Jarosław Baran    | Ford Fiesta R5           | 1:45:50.7 | +1:34.5    | 18+11  |
| 3                        | Rainer Aus           | Simo Koskinen     | Mitsubishi Lancer Evo IX | 1:48:01.0 | +3:44.8    | 15+5   |
| 4                        | Raul Jeets           | Andrus Toom       | Škoda Fabia R5           | 1:48:19.6 | +4:03.4    | 12+6   |
| 5                        | Jarosław Kołtun      | Ireneusz Pleskot  | Ford Fiesta R5           | 1:48:19.5 | +5:02.3    | 10+4   |
| 6                        | Łukasz Habaj         | Piotr Woś         | Ford Fiesta R5           | 1:52:23.8 | +8:07.6    | 8+5    |
| 7                        | Miko-Ove Niinemäe    | Martin Valter     | Peugeot 208 R2           | 1:54:52.2 | +10:36.0   | 6      |
| 8                        | Alexander Mikhaylov  | Normunds Kokins   | Mitsubishi Lancer Evo X  | 1:55:16.5 | +11:00.3   | 4      |
| 9                        | Marijan Griebel      | Pirmin Winklhofer | Opel Adam R2             | 1:55:32.0 | +11:15.8   | 2      |
| 10                       | Chris Ingram         | Elliott Edmondson | Opel Adam R2             | 1:55:36.7 | +11:20.5   | 1      |
| Fuente: ewrc-results.com |                      |                   |                          |           |            |        |